# G La Dalle
 (juillet 2025).
G La Dalle est une franchise de restauration rapide française créée en 2014 à Nanterre. S'inspirant des menus des géants américains, la spécialité de l'entreprise sont les burgers halal. La marque s'est développée dans toute la France avec l'ouverture de plus d'une soixantaine de restaurants[réf. nécessaire].

## Histoire

### Débuts et lancement de la marque
Dans un local de Nanterre, en 2014, deux amis, Nordine et Mehdi, passionnés de street food, ont eu l'idée de proposer dans un même endroit les répliques des différents burgers halal des grandes chaînes de restauration rapide[source insuffisante]. Sous la forme de cuisine fermée, ils proposent leur première dark kitchen,. Au vu du succès du restaurant de Nanterre, ils décident, en 2018, d'ouvrir un deuxième restaurant à Villeneuve-la-Garenne, un troisième à Bezons, puis un quatrième à Rouen[source insuffisante].

### Développement et expansion de l'enseigne
Depuis 2019[source insuffisante], de nombreux restaurants ont ouvert en France,, essentiellement en franchise.
En 2023, l'enseigne a ouvert son 68e restaurant à Roubaix. L'État a contribué à l'embauche de douze personnes dans ce restaurant,.
La même année, elle s'est aussi implantée dans l'île de La Réunion avec l'ouverture d'un premier restaurant à Saint-Denis, puis un second à Saint-Pierre avec la présence de l'influenceur Nasdas lors de l'inauguration.
Le 30 septembre 2023, G La Dalle devient le partenaire principal de la PFL Europe à Paris,[source insuffisante].
Le 18 décembre 2024, G La Dalle a été acquis par QSRP